# Polizeifunk

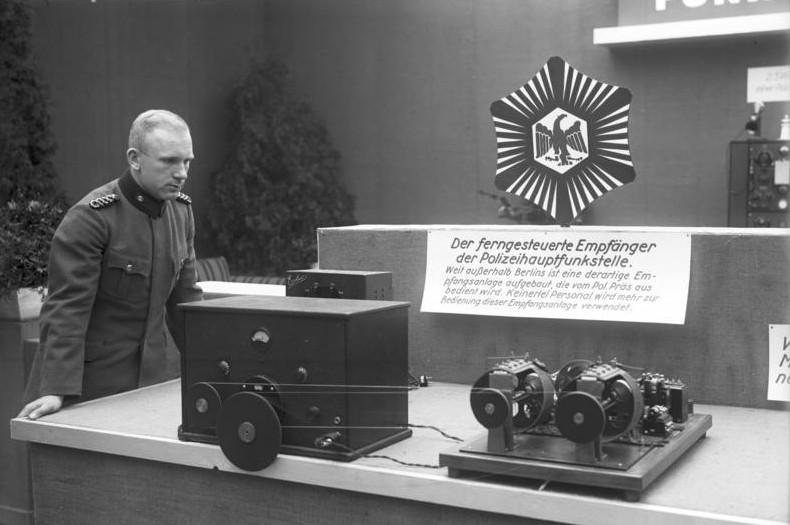
Berliner Funkausstellung 1928:
„Der Empfangs-Apparat für die drahtlose Übermittlung von wichtigen Nachrichten […]“

Mit Polizeifunk wird, hauptsächlich umgangssprachlich, eine Frequenz oder ein Frequenzbereich bezeichnet, der ausschließlich von polizeilichen Organen verwendet wird. Die amtliche Bezeichnung lautet nicht-öffentlicher mobiler UKW-Landfunkdienst der Polizei. Der Polizeifunk ist ein Führungs- und Einsatzmittel (FEM).

## Geschichte
In Deutschland begann die Entwicklung des Polizeifunks in den Jahren um 1920. In den Anfängen wurde der behördliche Funkverkehr am oberen Ende des Langwellenbereiches abgewickelt. Als Betriebsart kam ausschließlich Telegraphie zur Anwendung. Um 1928 gab es etwa 120 mit Funk ausgerüstete Stationen.
In den 1930er Jahren waren u. a. in New York, in London sowie in Spanien Polizeifahrzeuge mit Sprechfunk ausgerüstet, um eine ständige Verbindung mit der Zentrale zu ermöglichen. Außerdem plante man, für den länderübergreifenden Informationsaustausch chiffrierte Morsetelegramme zu verwenden.
Mit zunehmender Komplexität des Funkmeldesystems, Funktionserweiterungen sowie zunehmender Häufigkeit von digitalen Alarmierungen über Funk wurde Anfang der 2000er klar, dass der bis dahin verwendete Analogfunk nicht mehr ausreichend sein und ein völlig neues Funksystem nötig werden würde. Aus diesem Grund gab der damalige Innenminister Otto Schily 2005 den Auftrag ein rudimentäres, deutschlandweites Digitalfunknetz bis zum Beginn der Fußball-Weltmeisterschaft 2006 aufzubauen. Aufgrund von Kontroversen in Politik von Bund und Ländern wurde das Verwaltungsabkommen für den Aufbau eines deutschlandweiten Funknetzes erst 2007 unterzeichnet. Für die Organisation, Wartung und Weiterentwicklung des Netzes wurde eigens die Bundesanstalt für den Digitalfunk der Behörden und Organisationen mit Sicherheitsaufgaben gegründet, kurz BDBOS.

## Technik

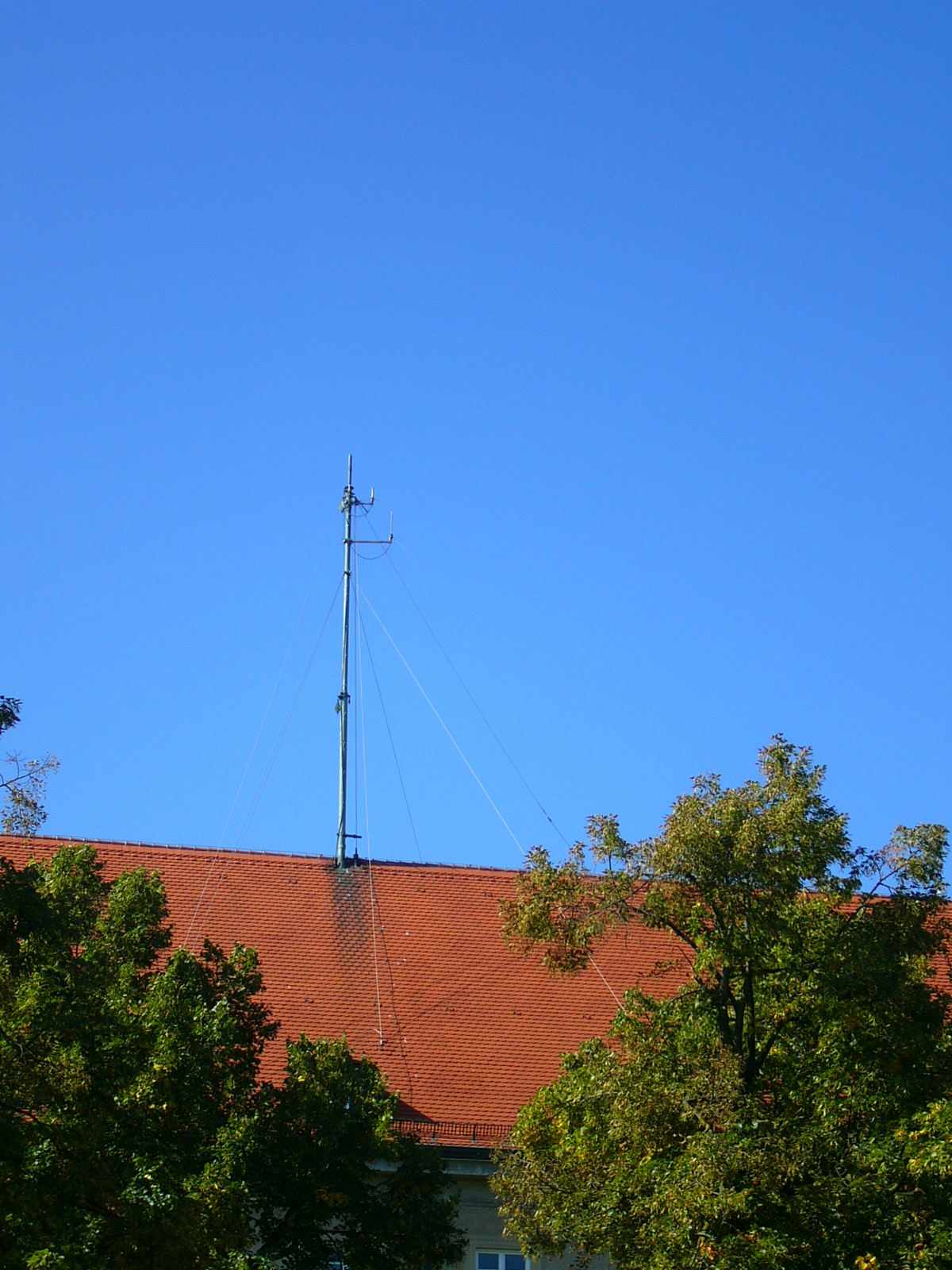
BOS-Funk-Antenne für den Polizeifunk Münchens

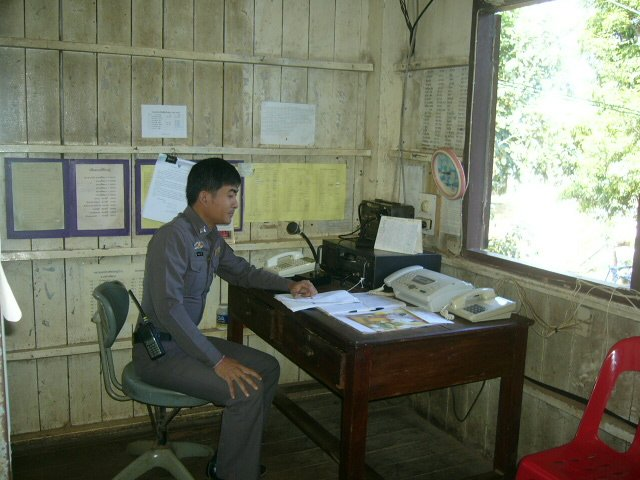
Sprechfunker der thailändischen Polizei

Siehe auch Digitalfunk der Behörden und Organisationen mit Sicherheitsaufgaben.
Die Behörden und Organisationen mit Sicherheitsaufgaben, kurz BOS, können auf verschiedene Funktechniken zurückgreifen.
Vor der Einführung des Digitalfunks fand der meiste Funkverkehr in der Regel über das sogenannte 4-Meter-Band statt. Hierfür sind Funkverkehrskreise eingerichtet, z. B. für eine regionale Polizeidirektion, einen -abschnitt oder für Großeinsätze. Über 4-Meter-Band wurde auch die Kommunikation mit der Leitstelle abgewickelt. Die Reichweite des 4-Meter-Bands ist wesentlich größer als die des 2-Meter-Bandes, das für kleinere Distanzen benutzt wurde.
Die Polizei Nordrhein-Westfalen betrieb in Aachen seit 2004 einen Pilotversuch mit Digitalfunktechnik auf Basis des TETRA-Standards. Alleine für dieses Pilotprojekt sind 190 Millionen Euro ausgegeben worden. Des Weiteren gibt es seit 2010 ein Pilotprojekt für den Digitalfunk bei der Bayerischen Polizei.
Nachdem die anfänglichen Differenzen zwischen den Bundesländern und der Bundesregierung über die Finanzierung der Investitionen in Höhe von rund 7,25 Milliarden Euro (aufgeteilt auf Bund und Länder) beigelegt und in einer Bund-Länder-Vereinbarung festgeschrieben worden sind, begann seit 2011 der Aufbau eines digitalen Behörden-Funksystems namens BOSNet.
2015 wurde die flächendeckende Einführung des behördlichen Digitalfunks abgeschlossen. Die analoge Funktechnik wurde seitdem sukzessiv abgebaut und findet mittlerweile keine Verwendung mehr.
Stand Mai 2021 umfasst das deutsche Digitalfunknetz über 4800 Basisstationen mit denen 99,2 Prozent der Fläche Deutschlands abgedeckt werden.

## Probleme
Auch wenn es rechtlich verboten ist, konnte der analoge Polizeifunk technisch von Unbefugten mitgehört werden. Die Polizei wich daher teilweise auf dienstliche Handys aus; heikle Einsätze wurden gar nicht per Funk durchgegeben. Mit dem neuen Digitalfunk der Behörden und Organisationen mit Sicherheitsaufgaben ist ein Mithören aufgrund einer Ende-zu-Ende-Verschlüsselung nicht mehr möglich.
2009 gab es in einem Micky-Maus-Magazin ein kleines Radio als Beilage (Gimmick), mit dem man den Polizeifunk abhören konnte. Laut dem Herausgeber des Magazins, dem Egmont Ehapa Verlag, seien die Frequenzen jedoch auf die Radiofrequenzen beschränkt. Trotzdem war das Abhören in mehreren Großstädten möglich.
Mit der Einführung von DAB+ kam es 2011 zu Frequenzstörungen, wodurch der TETRA-Funk beeinträchtigt wurde. Aufgrund dessen verfügte die Bundesnetzagentur während einer Großdemonstration in Nordrhein-Westfalen die vorübergehende Abschaltung des dortigen DAB+-Senders.

## Rechtslage
Gemäß § 5 TTDSG (Telekommunikation-Telemedien-Datenschutz-Gesetz; bis 30. November 2021 § 89 Telekommunikationsgesetz) ist das Mithören des Polizeifunks für Unbefugte verboten (siehe Urteile). Wer unbeabsichtigt einen nicht-öffentlichen Funkdienst in Deutschland empfängt, darf den Inhalt und die Tatsache des Empfangs anderen nicht mitteilen. Ein Verstoß wird nach § 27 (bisher § 148 TKG) mit Freiheitsstrafe bis zu zwei Jahren oder Geldstrafe bestraft.
BOS-Frequenztabellen dürfen nur zur Meidung dieser Frequenzen benutzt werden.
Zum Einprogrammieren von Polizeifunkfrequenzen gibt es unterschiedliche Urteile.

### Urteile
Es existieren mehrere Urteile, die sich mit dem Mithören des Polizeifunks in Deutschland auseinandersetzen:
- Burgdorfer Scanner-Urteil 1997 (AZ: 4 DS/16 Js 7932/97): Das Amtsgericht Burgdorf sprach einen Journalisten frei, der mit einem Empfänger den Polizeifunk abgehört hatte. Die Richter urteilten, dass die Hersteller dafür sorgen müssten, dass ihre Geräte nur Nachrichten empfangen können, die auch für diese Geräte erlaubt seien.[10] Damit wurde das Abhören von Behördenfunk mittels handelsüblichen Geräten zwar legalisiert, das Urteil war jedoch keine Grundsatzentscheidung. Mehrere Gerichte haben mittlerweile anders entschieden und das Urteil revidiert[11].
- Wuppertaler Scanner-Urteil 1998: Ein Funkamateur, in dessen Funkscanner Frequenzen einprogrammiert waren, die nicht abgehört werden dürfen, wurde freigesprochen. Das Landgericht Wuppertal begründete, dass der Freispruch aus tatsächlichen Gründen erfolge, da nicht bewiesen werden konnte, dass der Funkamateur an einem konkreten Tag den Polizeifunk abgehört habe.[12] 2000 stellte das Landgericht Köln einen ähnlichen Fall ein (AZ: 155-140/00).[13] Das Landgericht Düsseldorf urteilte 2003 anders, in diesem Fall war der Funkscanner mit eingespeicherten Polizeifunkfrequenzen im Auto eines Journalisten gefunden worden.
- Urteil des Bayerischen Obersten Landesgerichtes 1999 (AZ: 4St RR 7/99): Einem CB-Funker wurde 1997 der Empfang von Polizeifunkfrequenzen nachgewiesen, Amtsgericht und Landgericht verurteilten ihn. In dritter Instanz wurde der § 89 TKG auf seine Verfassungsmäßigkeit überprüft, die Richter bestätigten die Verfassungsmäßigkeit und das vorherige Urteil. Damit wurde die Burgdorfer Entscheidung widerlegt, das Urteil gilt bis heute als wichtigste juristische Entscheidung in Bezug auf den § 89 TKG. Aus dem Wortlaut:

„Dies bedeutet für die Auslegung des Begriffs ‚Abhörens‘, daß er erfüllt ist, wenn ein Sender eingestellt wird, obwohl dem Empfänger bekannt ist, daß auf dieser Frequenz Nachrichten übertragen werden, die nicht für ihn persönlich, die Allgemeinheit oder einen unbestimmten Personenkreis bestimmt sind. Der bloße Suchlauf, der zur Auffindung eines nicht für die Allgemeinheit bestimmten Senders führt, ist zunächst unbeabsichtigter Empfang im Sinne des § 86 Satz 2 TKG. Erst das weitere Anhören nach Erkennen dieser Eigenschaft begründet strafbares Abhören, insbesondere dann, wenn es aufgrund der Fixierung des Senders auf dem Empfangsgerät erfolgt.“

### Andere Länder
In den Vereinigten Staaten ist es generell erlaubt, nicht-verschlüsselte Funkfrequenzen abzuhören. Aus diesem Grund existieren im Internet Audio-Streams des US-Polizeifunks. Einige Polizeistationen betreiben auch öffentlichen Bündelfunk.